# Helbedündorf
Helbedündorf är en kommun i Kyffhäuserkreis i förbundslandet Thüringen i Tyskland.